# Ytre Møkkalasset fyr
Ytre Møkkalasset fyr är en tidigare bemannad fyr på ett litet skär mellan Tvedestrand och Arendal i Arendals kommun i Norge. 
Fyrplatsen anlades år 1888. Den försågs med en 17,2 meter hög fyr av gjutjärn på en tre meter hög sockel av sten. I sockeln inreddes en liten lägenhet men  
fyrvaktarbostad och 
uthus byggdes på fastlandet 1,5 kilometer därifrån på grund av platsbrist. Fyren tändes första gången den 15 september 1888.
År 1945 skadades fyren i ett allierat flyganfall som satte inredningen i brand. Fyren och fyrapparaten renoverades året efter men lägenheten byggdes inte upp igen. Fyrplatsen automatiserades och fyrlyktan försågs med acetylenljus och avbemannades år 1946. Fyren släcktes år 1986 och skyddas enligt lag år 1997.
Fyren renoverades 2020–2021 och i september 2021 togs den i drift som  sektorfyr för inseglingen till Arendal genom Tromøysund.